# 喰う寝るふたり 住むふたり
『喰う寝るふたり 住むふたり』（くうねるふたり すむふたり）は、日暮キノコによる日本の漫画作品。徳間書店（現コアミックス）『月刊コミックゼノン』にて2012年4月号より2014年12月号まで連載された。同棲8年目のカップルを描いたラブコメディ作品で、2023年4月時点でシリーズ累計部数は200万部を突破している。続編『喰う寝るふたり 住むふたり 続』（くうねるふたり すむふたり ぞく）が同誌2021年4月号から2023年7月号まで連載された（2023年7月号は番外編）。2021年8月から描きおろしのカバーイラストが使用された新装版が刊行されている。
2014年5月6日から6月24日までNHK BSプレミアム「プレミアムよるドラマ」にてテレビドラマが放送された。小西真奈美と金子ノブアキが主人公のカップルを演じた。

## あらすじ
町田りつ子と野々山修一（のんちゃん）は交際10年、同棲8年目のアラサー・カップル。互いの事を知り尽くした仲とは言え、それでも擦れ違ってしまう2人。物語は、そんな2人に起こる些細な日常の擦れ違いを男女両方の視点からコミカルに描く。

## 書誌情報

### 単行本
- 日暮キノコ 『喰う寝るふたり 住むふたり』 徳間書店〈ゼノンコミックス〉、全5巻
  1. 2012年11月20日発売[10]、ISBN 978-4-19-980119-8
  2. 2013年3月19日発売[11]、ISBN 978-4-19-980141-9
  3. 2014年2月20日発売[12]、ISBN 978-4-19-980191-4
  4. 2014年8月20日発売[13]、ISBN 978-4-19-980227-0
  5. 2015年3月20日発売、ISBN 978-4-19-980260-7
- 日暮キノコ 『喰う寝るふたり 住むふたり 続』 コアミックス〈ゼノンコミックス〉、全5巻
  1. 2021年10月20日発売、ISBN 978-4-86720-276-0
  2. 2022年2月19日発売、ISBN 978-4-86720-309-5
  3. 2022年8月20日発売、ISBN 978-4-86720-406-1
  4. 2023年2月20日発売、ISBN 978-4-86720-472-6
  5. 2023年8月19日発売、ISBN 978-4-86720-535-8

### 新装版
- 日暮キノコ 『喰う寝るふたり 住むふたり 新装版』 コアミックス〈ゼノンコミックス〉、全5巻
  1. 2021年8月20日発売[6]、ISBN 978-4-86720-258-6
  2. 2021年8月20日発売[6]、ISBN 978-4-86720-259-3
  3. 2021年9月18日発売[14]、ISBN 978-4-86720-260-9
  4. 2021年9月18日発売[14]、ISBN 978-4-86720-261-6
  5. 2021年10月20日発売、ISBN 978-4-86720-262-3

## テレビドラマ
2014年5月6日より6月24日までNHK BSプレミアム「プレミアムよるドラマ」にて放送された。

### キャスト
- 町田りつ子 - 小西真奈美
- 野々山修一（のんちゃん） - 金子ノブアキ
- 新沼三奈 - 前田愛
- 小熊博則 - 木本武宏 (TKO)
- 森園真理恵 - 逢沢りな
- アズサ - 黒川芽以
- 町田美和子 - 宮崎美子
- 野々山明美 - 山下容莉枝
- 町田雄三 - 佐野史郎
- 野々山哲郎 - 田山涼成
- たつき - 佐藤瑠生亮
- さな - 平澤宏々路

### スタッフ
- 脚本・演出 - 宮武由衣（映広）
- 原作 - 日暮キノコ
- 主題歌 - 羊毛とおはな「エピソード」
- 制作統括 - 管原浩（NHK）、新井英夫（映広）
- スケジューラー - 冨永憲治
- 演出チーフ - 松崎亮磨
- ラインプロデューサー - 熊木白仁
- キャスティングプロデューサー - 岩淵規（メディアンド）
- プロデューサー補 - 津田安沙子
- 撮影 - 高間賢治（JSC）
- 撮影助手 - 清村俊幸
- 照明 - 上保正道
- 録音、音響効果 - 瀬谷満
- 美術監督 - 和田洋
- 装飾 - 松田光畝
- 持道具 - 日内地和泉
- 衣裳 - 西ゆり子、市原みちよ

### 放送日程
| 話数   | 放送日  | サブタイトル               |
| ------ | ------- | -------------------------- |
| 第1回  | 5月06日 | 恋人以上、夫婦未満         |
| 第2回  | 5月13日 | リツコ、合コンへ行く       |
| 第3回  | 5月20日 | のっぴきならぬ事情 ／ 前編 |
| 第4回  | 5月27日 | のっぴきならぬ事情 ／ 後編 |
| 第5回  | 6月03日 | バトル・キッチン           |
| 第6回  | 6月10日 | 1万円の使い道              |
| 第7回  | 6月17日 | お試しファミリー           |
| 最終回 | 6月24日 | 実家へ帰ろう               |